# استیون کینزر
استیون کینزر (به انگلیسی: Stephen Kinzer) (زادهٔ ۴ اوت ۱۹۵۱)، نویسنده و روزنامه‌نگار اهل ایالات متحده آمریکا است. وی که پیش از این با نیویورک تایمز همکاری می‌کرد، تاکنون، گزارش‌های مختلفی از پنجاه کشور جهان و چندین عنوان کتاب منتشر کرده‌است.

## همه مردان شاه
از جمله آثار مشهور او در ایران می‌توان به کتاب همه مردان شاه اشاره کرد.
نام کامل کتاب در زبان انگلیسی هست: همهٔ مردان شاه: یک کودتای آمریکایی و ریشه‌های ترور در خاورمیانه. (به انگلیسی: All the Shah's Men: An American Coup and the Roots of Middle East Terror)
این کتاب توسط لطف‌الله میثمی به فارسی ترجمه شده‌است.